# Thijs Roks
Mathijs dit Thijs Roks, né le 30 novembre 1930 à Sprundel et mort le 7 février 2007 à Zundert, est un cycliste néerlandais.

## Biographie
Il fut professionnel de 1951 à 1957. Son frère Adrie a également été cycliste professionnel.

## Palmarès
- 1949
  - 3e du championnat des Pays-Bas sur route amateurs
- 1950
  - 1re du Tour du Brabant
  - 2e du Tour du Brabant
  - 3e de Amsterdam - Arnhem - Amsterdam
  - 6e du championnat du monde sur route amateurs
- 1955
  -  Champion des Pays-Bas sur route

## Résultats sur les grands tours

### Tour de France
3 participations
- 1952 : 53e du classement général
- 1953 : 29e du classement général
- 1954 : abandon (4e étape)

### Tour d'Italie
4 participations
- 1952 : abandon
- 1953 : 51e du classement général
- 1954 : abandon
- 1955 : 81e du classement général